# Loggskädda
Loggskädda är en hydrodynamisk komponent som används inom sjöfart och marinteknik för att stabilisera och skydda loggsensorer som mäter fart genom vatten. Termen används framför allt i samband med fartyg och båtar utrustade med mekaniska eller elektroniska loggar för navigationsändamål.

## Funktion
En loggskädda är vanligtvis en liten, fenliknande struktur monterad på skrovets undersida i närheten av loggsensorn. Dess primära syfte är att: skydda känsliga loggkomponenter från skador orsakade av flytande skräp, bottenkontakt eller marina organismer, stabilisera vattenflödet över sensorn för att säkerställa korrekt mätning av fart genom vattnet samt minska turbulens, vilket kan påverka noggrannheten i sensordata negativt.

## Konstruktion
Loggskäddor tillverkas vanligtvis av rostfritt stål, plast eller kompositmaterial beroende på fartygets storlek och användningsområde. Formen varierar men är ofta långsträckt och låg för att minimera vattenmotstånd.

## Användning
Loggskäddor förekommer på både fritidsbåtar, forskningsfartyg och kommersiella fartyg, särskilt där noggrann fartmätning är avgörande för navigation, autopilotsystem eller vetenskaplig datainsamling.